# Elaeocarpus wrayi
Elaeocarpus wrayi là một loài thực vật có hoa trong họ Côm. Loài này được King mô tả khoa học đầu tiên năm 1891.